# المهدعة (يافع)

تعديل مصدري - تعديل

المهدعة هي إحدى قرى عزلة لبعوس بمديرية يافع التابعة لمحافظة لحج، بلغ تعداد سكانها 244 نسمة حسب تعداد اليمن لعام 2004.